# 바미르 토피
바미르 뮈르테자 토피(알바니아어: Bamir Myrteza Topi, 1957년 4월 24일~)는 알바니아의 제5대 대통령이다.
1957년 4월 24일에 티라나에서 태어났다. 티라나 농업 대학교에서 수의학을 전공하여 박사 학위를 취득하였다.
2007년 3월 8일에 바미르 토피가 부당수로 있던 여당 알바니아 민주당의 대통령 후보로 선출되었다. 의회의 간접선거로 선출되는 2007년 7월 20일 대통령 투표에서 85표를 얻어 5년 임기의 알바니아 대통령으로 당선되었고, 같은 해 7월 24일 알프레드 모이시우 대통령에 이어 알바니아 제5대 대통령으로 취임하였다.

## 참고
1. ↑  (영어) 알바니아 대통령 바미르 토피의 전반적인 소개 보관됨 2007-07-15 - 웨이백 머신
2. ↑  알바니아 새 대통령에 바미르 토피, 뉴시스,2007년 7월 21일 작성함, 2010년 10월 10일 확인함

| 전임 알프레드 모이시우 | 제6대 알바니아의 대통령 2007년 ~ 2012년 | 후임 부야르 니샤니 |